# علف‌انبانی پولچرا
آتریکالاریا پولچرا (نام علمی: Utricularia pulchra) نام یک گونه از سرده علف‌انبانی است.